# Trường Đại học Quốc tế Hồng Bàng
Đại học Quốc tế Hồng Bàng (viết tắt: HIU - Hong Bang International University) là một đại học tư thục tại Việt Nam, do ông Nguyễn Mạnh Hùng thành lập năm 1997, hiện đã nhượng quyền sở hữu cho Tập đoàn Nguyễn Hoàng.
Hiện trường đang có 2 cơ sở là:
- Cơ sở 1 (tên Con tàu Tri thức): 215 Điện Biên Phủ, phường 15, quận Bình Thạnh, Thành phố Hồ Chí Minh
- Cơ sở 2: 36/70 Nguyễn Gia Trí, Phường 25, Bình Thạnh, Thành phố Hồ Chí Minh

Theo UniRank, HIU xếp thứ 46 tại Việt Nam. Mới đây, theo đánh giá của Bộ Giáo dục và Đào tạo, trường đại học nằm trong danh sách được khuyến khích vì nền giáo dục cấp cao, môi trường quốc tế và khuôn viên chất lượng cao. Mũi nhọn phát triển của trường hiện nay là các đào tạo ngành Y tế và kiến trúc.

## Quá trình hình thành
Năm 1997, Trường Đại học dân lập Hồng Bàng (Hong Bang University, viết tắt HBU) được thành lập theo QĐ số 518/TTG, PSG. TS. Nguyễn Mạnh Hùng là Hiệu trưởng đầu tiên của trường.
Năm 2009, Nhà trường được đổi tên thành Trường Đại học Quốc tế Hồng Bàng (Hong Bang International University) theo QĐ số 666/QĐ-TTg
Năm 2015, Trường Đại học Quốc tế Hồng Bàng được đầu tư mạnh bởi Tập đoàn Nguyễn Hoàng.
Ngày 10/08/2017, Tòa nhà Con tàu Tri thức (Ship of Knowledge) được khánh thành. Tòa nhà trở thành 1 trong những ký túc xá chính của HIU.

## Tuyển sinh
HIU tuyển sinh theo nhiều đợt trong năm, với sinh viên Việt Nam chủ yếu đến từ Thành phố Hồ Chí Minh và các tỉnh lân cận như Tây Ninh, Vĩnh Long, Cần Thơ, Long An và Bình Thuận.

HIU cũng có các sinh viên quốc tế đến từ Cuba, Campuchia, Hàn Quốc, Mông Cổ, Nhật Bản và Ý. Tham gia cả cấp độ đại học và sau đại học.

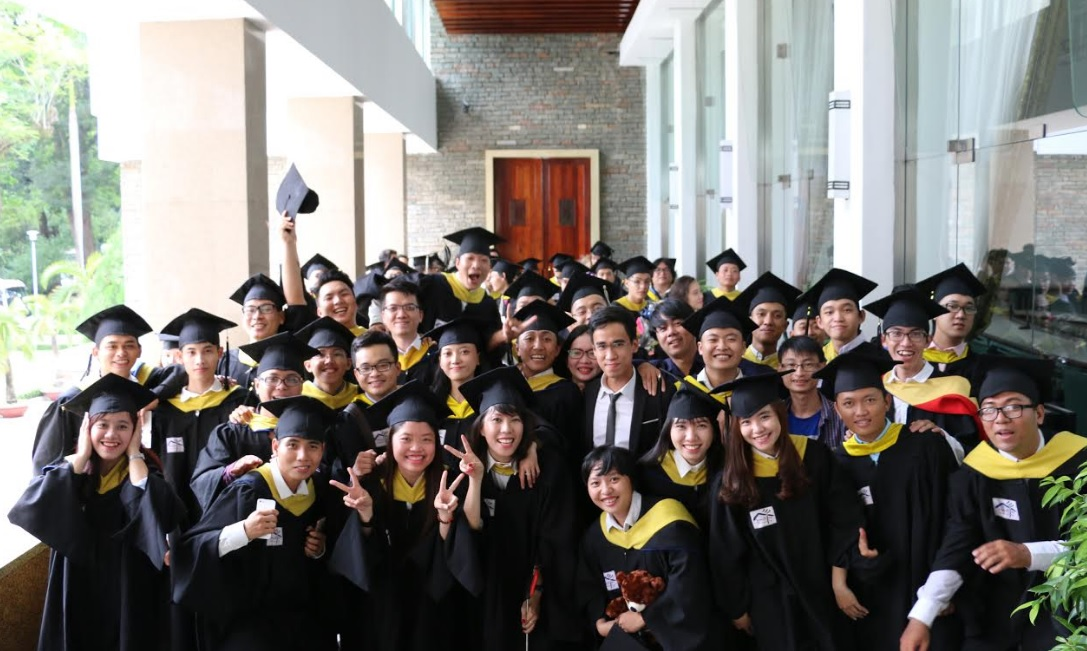
Lễ tốt nghiệp của sinh viên HIU
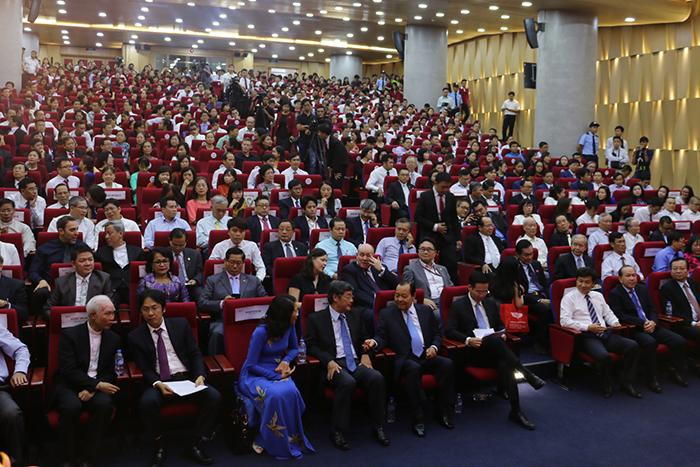
Sảnh Beethoven của trường
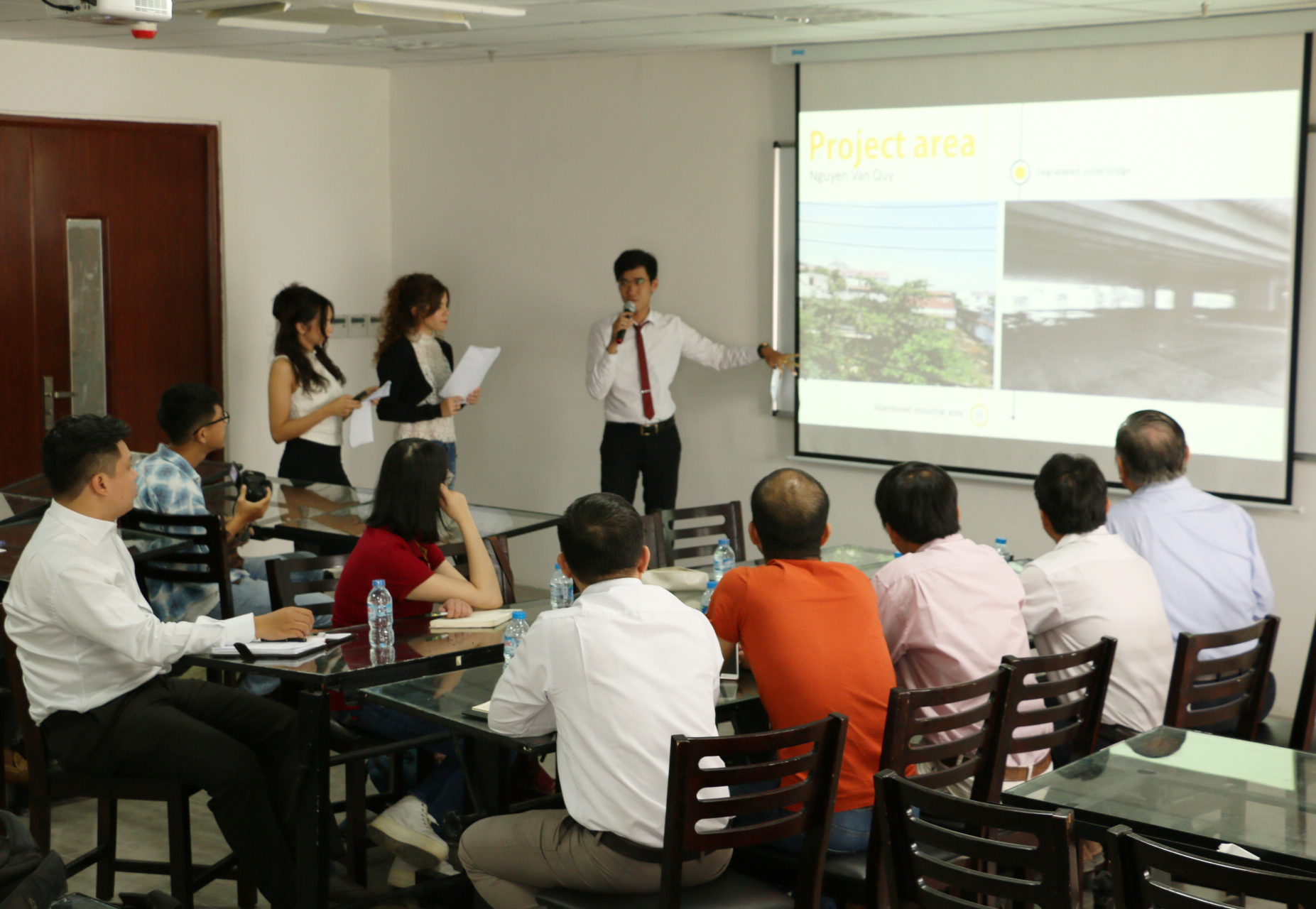
Sinh viên quốc tế tại HIU
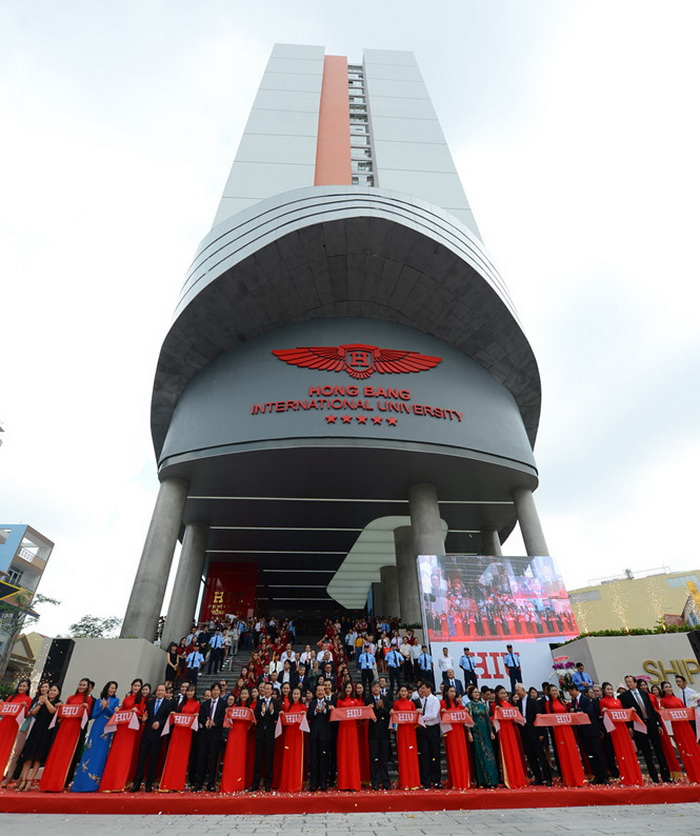
Mặt trước của Con tàu Tri thức
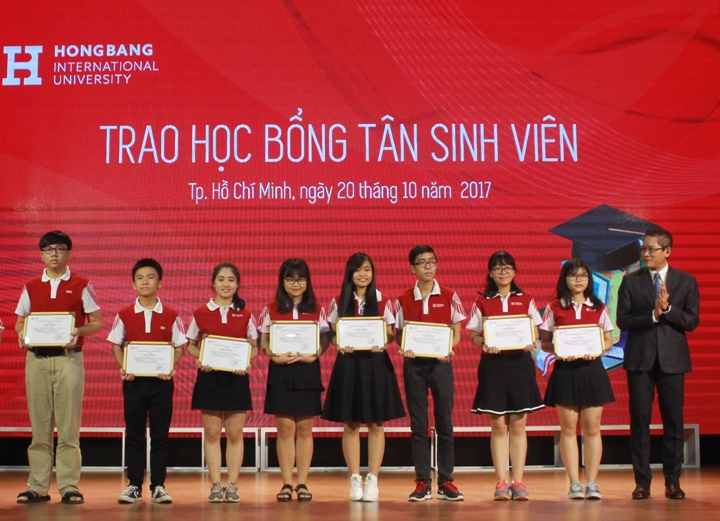
Phó Tổng Giám đốc tập đoàn NHG và sinh viên

## Thành tích
1. Huân chương Lao động hạng 3.
2. Bằng khen Thủ tướng chính phủ.
3. Bằng khen Bộ trưởng Bộ Giáo dục và Đào tạo.
4. Bằng khen Trung ương Đoàn TNCS HCM.
5. Bằng khen Chủ tịch Ủy ban nhân dân TP.HCM.
6. Bằng khen Ban chấp hành Công đoàn Giáo dục Việt Nam.
7. Bằng khen Tổng hội phát triển Võ thuật thế giới.
8. Bằng khen Ủy ban nhân dân TP, các tỉnh.
9. Bằng khen Hội thể thao Đại học và chuyên nghiệp Việt Nam.

## Ban Giám hiệu
- GS. TS. BS Phạm Văn Lình - Hiệu trưởng
- PGS. TS Lê Khắc Cường - Phó Hiệu trưởng
- PGS. TS Nguyễn Hữu Huy Nhựt - Phó Hiệu trưởng
- PGS. TS. BS Lâm Hoài Phương - Phó Hiệu trưởng
- ThS Trần Thuý Trâm Quyên - Phó Hiệu trưởng
- ThS Nguyễn Ngọc Tuấn - Phó Hiệu trưởng